# Small Stone Records
Small Stone Records ist ein US-amerikanisches Label, welches Tonträger in den Musikrichtungen Stoner Rock, Stoner Doom, Indie, Bluesrock und Psychedelic Rock vertreibt.

## Historie
Small Stone Records wurden von Scott Hamilton im Jahr 1995 in Detroit, Michigan gegründet, um eigene sowie Aufnahmen von seinen Freunden zu veröffentlichen. Mit diesem Ziel lieh sich Hamilton 5000 US-Dollar von seinem Vater, gründete das Label und benannte es nach einem in den frühen 70er Jahren bekannten Vintage-Gitarren-Effekt. Die erste Veröffentlichung von Small Stone Records, im gleichen Jahr, beinhaltete zum einen eine Single der Musikgruppe 36D, zum anderen eine Kompilation mit dem Titel Detroit Rust City, auf der auch Kid Rock mit Westside zu hören ist, welcher später in der Szene Bekanntheit erlangte.

## Künstler (Auswahl)
Abrahma – Acid King – Backwoods Payback – Black Elephant – Brain Police – Captain Crimson – Deville – Dozer – Fireball Ministry – Freedom Hawk – Gozu – Greenleaf – Lord Fowl – Los Natas – Mangoo – Miss Lava – Mog Stunt Team – Mos Generator – Nightstalker – Novadriver – Roadsaw – Sasquatch – Sons of Otis – Ten East – The Brought Low – The Start – Wo Fat